# Jennifer Flay
Jennifer Flay, née le 7 février 1959 à Auckland (Nouvelle-Zélande), est une galeriste française spécialisée dans l'art contemporain, devenue en 2003 la directrice artistique de la Foire internationale d'art contemporain (FIAC).

## Biographie

### Débuts
Après avoir obtenu une maîtrise d'histoire de l'art, Jennifer Flay arrive en France en 1980 et travaille de 1982 à 1991 dans plusieurs galeries d'art contemporain : stagiaire chez Catherine Issert à Saint-Paul-de-Vence de 1982 à 1984, puis assistante de direction chez Daniel Templon de 1985 à 1987, et Ghislaine Hussenot à Paris de 1987 à 1990,.

### Galeriste
Elle crée ensuite sa propre galerie d'art contemporain en 1991, rue Debelleyme, dans le Marais, dans le même immeuble que Thaddaeus Ropac. À la suite d'un accident de voiture et d'un traumatisme crânien, elle doit fermer boutique.
Face à la crise du marché de l'art, elle décide de déménager en 1997 vers un quartier aux loyers moins élevés, rue Louise-Weiss, dans le 13e arrondissement, où s'ouvraient plusieurs autres galeries d'art contemporain du Marais, dans un mouvement initié par Jacques Toubon, alors maire de cet arrondissement. Elle représente à Paris pendant plus de dix ans les artistes Richard Billingham, Claude Closky, Melanie Counsell, John Currin, Willie Doherty, Michel François, Felix Gonzalez-Torres, Dominique Gonzalez-Foerster, Karen Kilimnik, Sean Landers, Liz Larner, Lisa Milroy, Rei Naito, Xavier Noiret-Thomé, Marylène Negro, Alain Séchas, Felice Varini, Xavier Veilhan,.

### FIAC
Jennifer Flay devient en novembre 2003 directrice artistique de la Foire internationale d'art contemporain (FIAC). Elle donne à la FIAC un souffle nouveau, en ciblant des marchands d'art internationaux,, en collaboration avec le commissaire général Martin Béthenod. La FIAC connait alors un tel déclin que Beaux-arts magazine titrait cette année-là : « FIAC 30 ans, Anniversaire ou Enterrement ? ».
En 2010, ce dernier se retire et Jennifer Flay reprend alors la casquette de commissaire général de la FIAC.
Jennifer Flay est membre du jury du Festival international du livre d'art et du film (FILAF) à Perpignan en juin 2013.
En 2022 Jennifer Flay est commissaire d'une première exposition à la Fondation Fiminco à Romainville,, De toi à moi, qui rassemble les artistes Elsa Werth, Liv Schulman, Sara Sadik, Myriam Mihindou, Randa Maroufi, Tirdad Hashemi et Soufia Erfanian, Neila Czermak Ichti, Mégane Brauer et Bianca Bondi,.

## Prix et récompenses

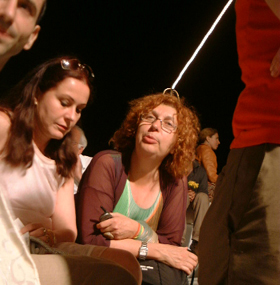
À gauche, Jennifer Flay. Au centre : Marie-Claude Beaud.

- Officier de la Légion d'honneur (2015)[19]
- Commandeur de l'ordre des Arts et des Lettres (2020)[20]
  -  Officier de l'ordre des Arts et des Lettres (2012)